# 天天酷跑
《天天酷跑》是腾讯手机游戏平台于2013年9月16日推出的一款支持以微信和QQ账号登录并可以与好友分享游戏积分和排名的跑酷类电子角色扮演游戏。由腾讯旗下天美艺游研发。该游戏是中国第一款月收入超过1亿人民币的手机游戏，游戏讲述了主角们的朋友小护士被魔王掳走的故事，玩家将扮演双枪小帅，猫小萌等角色进行奔跑从而从魔王的手中解救小护士
。

## 规则
《天天酷跑》每次游戏需要颗“爱心”，爱心使用后需要一段长时间恢复，好友之间可以赠送爱心。钻石可以通过微信支付或Q币支付获得，也可以在每日任务或游戏中获得少量金山。
此外，
《天天酷跑》
可以向微信、QQ好友发出求助、
挑战、
炫耀
等消息，
并将成绩分享到朋友圈或QQ空间。

## 版本
《天天酷跑》于2013年9月13日开始内测，9月16日公测。2013年11月12日新版本新增“极速世界”并陆续新增人物、坐骑、宠物、地图等游戏元素若干。当前版本是7.1。

## 收入
《天天酷跑》在公测前半个月（2013年9月16日至9月30日）收入超过7000万人民币，日峰值收入约700万。于10月中旬收入过亿，成为中国第一款月收入超过1亿人民币的手机游戏。

## 配置要求[3]
| 配置     | 最低配置 | 推荐配置 |
| -------- | -------- | -------- |
| CPU      | 双核CPU  | 四核CPU  |
| 分辨率   | 540×940  | 1280×720 |
| 运行内存 | 1G       | 2G       |
| 剩余内存 | 1G       | 2G       |